# Короа (Ардени)
Короа (фр. Cauroy) насеље је и општина у североисточној Француској у региону Шампањ-Арден, у департману Ардени која припада префектури Вузје.
По подацима из 2011. године у општини је живело 186 становника, а густина насељености је износила 10,65 становника/km². Општина се простире на површини од 17,46 km². Налази се на средњој надморској висини од 140 метара.

## Демографија
| 1962. | 1968. | 1975. | 1982. | 1990. | 1999. | 2011. |
| ----- | ----- | ----- | ----- | ----- | ----- | ----- |
| 173   | 180   | 178   | 180   | 244   | 194   | 186   |

График промене броја становника у току последњих година